# Esqui cross-country nos Jogos Paralímpicos de Inverno de 2014 - 20 km masculino
A prova de 20 km masculino do esqui cross-country nos Jogos Paralímpicos de Inverno de 2014 foi disputada no Centro de Esqui Cross-Country e Biatlo Laura, na Clareira Vermelha, em 10 de março de 2014.

## Medalhistas
|        | Atletas em pé           | Deficientes visuais                             |
| ------ | ----------------------- | ----------------------------------------------- |
| Ouro   | RUS Rushan Minnegulov   | CAN Brian McKeever / Erik Carleton (guia)       |
| Prata  | FIN Ilkka Tuomisto      | RUS Stanislav Chokhlaev / Maksim Pirogov (guia) |
| Bronze | RUS Vladislav Lekomtcev | SWE Zebastian Modin / Albin Ackerot (guia)      |

## Resultados

### Atletas em pé
| Pos.              | Bib | Atleta                   | Tempo real | Tempo calculado | Diferença |
| ----------------- | --- | ------------------------ | ---------- | --------------- | --------- |
| Medalha de ouro   | 20  | RUS Rushan Minnegulov    | 55:57.3    | 50:55.1         | —         |
| Medalha de prata  | 14  | FIN Ilkka Tuomisto       | 56:37.2    | 51:31.5         | +36.4     |
| Medalha de bronze | 19  | RUS Vladislav Lekomtcev  | 57:29.5    | 51:44.6         | +49.5     |
| 4                 | 15  | JPN Yoshihiro Nitta      | 59:31.7    | 54:10.2         | +3:15.1   |
| 5                 | 13  | GER Tino Uhlig           | 1:01:00.2  | 55:30.8         | +4:35.7   |
| 6                 | 16  | UKR Ihor Reptyukh        | 1:01:38.4  | 56:05.5         | +5:10.4   |
| 7                 | 17  | RUS Kirill Mikhaylov     | 58:52.9    | 56:31.6         | +5:36.5   |
| 8                 | 18  | RUS Vladimir Kononov     | 1:10:25.2  | 57:02.4         | +6:07.3   |
| 9                 | 12  | UKR Vitalii Sytnyk       | 1:05:01.7  | 58:31.5         | +7:36.4   |
| 10                | 1   | AUT Michael Kurz         | 1:07:13.0  | 1:00:29.7       | +9:34.6   |
| 11                | 10  | BLR Siarhei Vauchunovich | 1:07:36.2  | 1:00:50.6       | +9:55.5   |
| 12                | 11  | ARG Pablo Javier Robledo | 1:05:24.2  | 1:02:47.2       | +11:52.1  |
| 13                | 7   | KAZ Alexandr Kolyadin    | 1:06:40.3  | 1:04:00.3       | +13:05.2  |
| 14                | 6   | MGL Ganbold Matmunkh     | 1:11:08.3  | 1:04:01.5       | +13:06.4  |
| 15                | 9   | CHN Zou Dexin            | 1:14:49.7  | 1:07:20.7       | +16:25.6  |
| 16                | 2   | CHN Liu Jianhui          | 1:16:32.4  | 1:09:39.1       | +18:44.0  |
| 17                | 5   | CHN Tian Ye              | 1:17:35.5  | 1:10:36.5       | +19:41.4  |
| 18                | 3   | USA John Oman            | 1:24:41.4  | 1:17:04.1       | +26:09.0  |
|                   | 4   | CHN Du Haitao            | DNF        |                 |           |
|                   | 8   | CHN Cheng Shishuai       | DNF        |                 |           |

### Deficientes visuais
| Pos.              | Bib | Atleta                                     | País               | Tempo real | Tempo calculado | Diferença |
| ----------------- | --- | ------------------------------------------ | ------------------ | ---------- | --------------- | --------- |
| Medalha de ouro   | 62  | Brian McKeever Guia: Erik Carleton         | CAN Canadá         | 52:37.1    | 52:37.1         | —         |
| Medalha de prata  | 63  | Stanislav Chokhlaev Guia: Maksim Pirogov   | RUS Rússia         | 1:01:44.9  | 53:43.3         | +1:06.2   |
| Medalha de bronze | 61  | Zebastian Modin Guia: Albin Ackerot        | SWE Suécia         | 1:05:02.2  | 56:34.9         | +3:57.8   |
| 4                 | 58  | Alexsander Artemov Guia: Ilya Cherepanov   | RUS Rússia         | 1:06:35.1  | 57:55.7         | +5:18.6   |
| 5                 | 56  | Vladimir Udaltcov Guia: Ruslan Bogachev    | RUS Rússia         | 58:22.9    | 58:22.9         | +5:45.8   |
| 6                 | 53  | Jacob Adicoff Guia: Reid Pletcher          | USA Estados Unidos | 58:37.4    | 58:37.4         | +6:00.3   |
| 7                 | 57  | Iurii Utkin Guia: Vitaliy Kazakov          | UKR Ucrânia        | 59:06.1    | 59:06.1         | +6:29.0   |
| 8                 | 54  | Erik Bye Guia: Kristian Myhre Hellerud     | NOR Noruega        | 59:21.5    | 59:21.5         | +6:44.4   |
| 9                 | 55  | Iaroslav Reshetynskiy Guia: Dmytro Khurtyk | UKR Ucrânia        | 59:27.6    | 59:27.6         | +6:50.5   |
| 10                | 52  | Kevin Burton Guia: David Chamberlain       | USA Estados Unidos | 1:08:41.0  | 1:07:18.6       | +14:41.5  |
| 11                | 51  | Rudolf Klemetti Guia: Timo Salminen        | FIN Finlândia      | 1:11:58.9  | 1:10:32.5       | +17:55.4  |
|                   | 59  | Vasili Shaptsiaboi Guia: Mikhail Lebedzeu  | BLR Bielorrússia   | DNF        |                 |           |
|                   | 60  | Oleg Ponomarev Guia: Andrei Romanov        | RUS Rússia         | DNS        |                 |           |

Legenda
| Recorde mundial      | Recorde mundial (World record)               |                       | Recorde africano                      | Recorde africano (African) |                                           | Q | Classificado por posição (Qualified) |
| Recorde olímpico     | Recorde olímpico (Olympic record)            | Recorde da América    | Recorde da América (Americas)         | q                          | Classificado por melhor tempo (Qualified) |   |                                      |
| Melhor marca do ano  | Melhor marca do ano (World leading)          | Recorde asiático      | Recorde asiático (Asian)              | DNS                        | Não largou (Did not start)                |   |                                      |
| Recorde nacional     | Recorde nacional (National record)           | Recorde europeu       | Recorde europeu (European)            | DNF                        | Não terminou (Did not finish)             |   |                                      |
| Recorde pessoal      | Recorde pessoal do atleta (Personal best)    | Recorde da Oceania    | Recorde da Oceania (Oceania)          | DSQ / DQ                   | Desclassificado (Disqualified)            |   |                                      |
| Recorde da temporada | Recorde da temporada do atleta (Season best) | Recorde sul-americano | Recorde sul-americano (South America) | NM                         | Sem marca (No mark)                       |   |                                      |